# Rajd Północnego Słońca 1953
Rajd Północnego Słońca 1953 (4. Svenska Rallyt till Midnattssolen) – 4. edycja rajdu samochodowego Rajd Północnego Słońca rozgrywanego w Szwecji. Rozgrywany był od 13 do 16 czerwca 1953 roku. Była to szósta runda Rajdowych Mistrzostw Europy w roku 1953.

## Klasyfikacja rajdu
| Miejsce                      | Kierowca                     | Pilot                        | Samochód                     | Czas                         | Strata                       |                              |
| Klasyfikacja generalna i ERC | Klasyfikacja generalna i ERC | Klasyfikacja generalna i ERC | Klasyfikacja generalna i ERC | Klasyfikacja generalna i ERC | Klasyfikacja generalna i ERC | Klasyfikacja generalna i ERC |
| ---------------------------- | ---------------------------- | ---------------------------- | ---------------------------- | ---------------------------- | ---------------------------- | ---------------------------- |
| 1.                           | Sture Nottorp                | Bengt Jönsson                | Porsche 356                  | 12                           | 0.0                          |                              |
| 2.                           | John Kvarnström              | Sven Lundberg                | Ford Custom                  | 14                           | +2                           |                              |
| 3.                           | Raymond Sjöqvist             | Rune Berggren                | Citroën 11                   | 14                           | +2                           |                              |
| 4.                           | Arthur Wessblad              | Bo Hellberg                  | Porsche 356                  | 16                           | +4                           |                              |
| 5.                           | Olof Persson                 | Olle Norrby                  | Porsche 356                  | 16                           | +4                           |                              |
| 6.                           | Owe Stalheim                 | Erik Frank                   | Citroën 15 Six               | 17                           | +5                           |                              |
| 7.                           | Tage Nyström                 | Tord Sundström               | Vauxhall Velox               | 17                           | +5                           |                              |
| 8.                           | Karl-Evert Andersson         | O. Tryggvesson               | Fiat 1100                    | 17                           | +5                           |                              |
| 9.                           | Erik Lundgren                | J. Bengtsson                 | Ford Zephyr MK1              | 18                           | +6                           |                              |
| 10.                          | Rolf Mellde                  | Helmut Fahlén                | Saab 92B                     | 19                           | +7                           |                              |